# Rozruchy w Poznaniu (1913)
Rozruchy w Poznaniu – dwie fale rozruchów, jakie miały miejsce w Poznaniu w 1913.
Do pierwszej fali doszło 20 lipca pod pomnikiem Adama Mickiewicza (starym) przy Świętym Marcinie. Powodem zdarzeń było aresztowanie przez policję pruską Józefa Bronisza – członka polskiej organizacji samokształceniowej Iskra. Bronisz złożył pod pomnikiem wieniec z czerwoną szarfą. Podczas aresztowania utworzyło się zbiegowisko złożone z około tysiąca osób. Przybyłą policję obrzucano kamieniami i butelkami. Zamieszki przeciągały się do wieczora, a w ich wyniku aresztowano bliżej nieokreśloną liczbę ludzi.
Druga fala miała miejsce 26 sierpnia i wymierzona była w grupę lojalistycznych przedstawicieli polskich arystokratów pod Bazarem. Mimo prowadzonego przez Prusy Kulturkampfu, przyjęli oni zaproszenie na raut urządzany przez Wilhelma II na Zamku Cesarskim. Arystokraci zebrali się wcześniej w Bazarze wokół którego zebrał się tłum skandujący nieprzychylne im hasła. Przewodziła młodzież z organizacji patriotycznych (Iskra i Brzask, a także kibice Warty). Gdy arystokraci wyszli z hotelu zostali obrzuceni wyzwiskami oraz różnego rodzaju przedmiotami. Drogę utorowała im policja. W nocy powybijano szyby w winiarni Bazaru.